# Parathion éthyl
Pour les articles homonymes, voir Parathion.
Le parathion éthyl  est une substance active de produit phytosanitaire (ou produit phytopharmaceutique, ou pesticide), qui présente un effet insecticide, et qui appartient à la famille chimique des organophosphoré.
Le parathion est connu pour faire partie de la dirty dozen  ou douzaine de polluants majeurs à l'échelle mondiale, selon la Convention de Rotterdam.

## Réglementation
Sur le plan de la réglementation des produits phytopharmaceutiques :
- pour l’Union européenne : cette substance active est interdite à la suite de l'examen relatif à l'inscription à l’annexe I de la directive 91/414/CEE, en application de la décision communautaire 2001/520/CE du 10 juillet 2001.
- pour la France : cette substance active n'est pas autorisée dans la composition de préparations bénéficiant d’une autorisation de mise sur le marché. L'avis paru au Journal officiel du 23 novembre 2001 retire les autorisations de mise sur le marché des produits phytopharmaceutiques contenant du parathion éthyl, pour tous les usages agricoles et non agricoles, avec un délai d'écoulement des stocks jusqu'au 30 septembre 2002 pour la distribution et l'utilisation.

## Caractéristiques physico-chimiques
Les caractéristiques physico-chimiques dont l'ordre de grandeur est indiqué ci-après, influencent les risques de transfert de cette substance active vers les eaux, et le risque de pollution des eaux :
- Hydrolyse à pH 7 : très stable,
- Solubilité : 11 mg·l-1,
- Coefficient de partage carbone organique-eau : 1 148 cm3·g-1. Ce paramètre, noté Koc, représente le potentiel de rétention de cette substance active sur la matière organique du sol. La mobilité de la matière active est réduite par son absorption sur les particules du sol.
- Durée de demi-vie : 14 jours. Ce paramètre, noté DT50, représente le potentiel de dégradation de cette substance active, et sa vitesse de dégradation dans le sol.
- Coefficient de partage octanol-eau : 3,83. Ce paramètre, noté log Kow ou log P, mesure l’hydrophilie (valeurs faibles) ou la lipophilie (valeurs fortes) de la substance active.

## Écotoxicologie
Sur le plan de l’écotoxicologie, les concentrations létales 50 (CL50) dont l'ordre de grandeur est indiqué ci-après, sont observées :
- CL50 sur poissons : 0,58 mg·l-1,
- CL50 sur daphnies : 0,000 37 mg·l-1,
- CL50 sur algues : 0,5 mg·l-1.

## Toxicité pour l’homme
Sur le plan de la toxicité pour l’Homme, la dose journalière acceptable (DJA) est de l’ordre de : 0,004 mg·kg-1·j-1.